# Държавен вестник
Държавен вестник (рус. Государственная газета) — официальное печатное и онлайновое издание Республики Болгарии. Редакция газеты напрямую подчинена Народному собранию Болгарии, что регулируется специальным законом. С 1950 по 1962 газета называлась «Известия Президиума Народного собрания».
Первый номер газеты вышел 28 июля 1879. С этой даты все законы, указы, распоряжения и т. п. в Болгарии начинают действовать не с момента их постановления или голосования, а со следующего календарного дня, после обнародования в «Държавен вестник».
Согласно ст. 5 ал. 3 Конституции Республики Болгарии «никто не может быть осужден за какие-либо деяния или за бездействие, которые во время их совершения не составляли преступления по действующим во время их совершения законам» — т.е. законы и другие нормативные, и административные акты в Болгарии не имеют «обратной силы».
Газета состоит из двух разделов — официального и неофициального.
В официальном разделе публикуются все нормативные акты, принятые Народным собранием, указы президента Болгарии, распоряжения Совета министров, международные государственные договоры страны и другие особо важные документы.
В неофициальном разделе публикуются административные акты министров, государственных и общинных руководителей, объявления и сообщения министерств, академий, высших учебных заведений, институтов, судебные вызовы и судебные решения, приглашения для управленческие собрания торговых и других компаний, и т. п.

## Электронное издание
С 1 мая 2005 на электронной странице «Державного вестника» публикуются все объявления о государственных тендерах.
С 1 июля 2008 издания «Державного вестника» полностью публикуются на электронной странице.